# آجي هولم
آجي هولم (16 فبراير 1890 – 4 أكتوبر 1957) هو سبّاح دنماركي راحل، مثّل بلاده في الألعاب الأولمبية الصيفية 1908.

## روابط خارجية
آجي هولم على موقع أوليمبيديا (الإنجليزية)